# Vallecupola
Vallecupola è una frazione del comune laziale di Rocca Sinibalda, in provincia di Rieti. Al 2019 contava 54 abitanti.

## Geografia
Vallecupola sorge a circa 1000 m di altitudine, in un'area montuosa presso la Riserva naturale Monte Navegna e Monte Cervia, nel territorio compreso tra la valle del Turano ad ovest - ove si trova il Lago del Turano -  e la valle del Salto ad est - dove si trova il Lago del Salto, dalle quali dista, rispettivamente 9 e 10 km. 
Il paese si colloca nella regione storica della Sabina e a ridosso dalla regione storica del Cicolano. 
Vallecupola dista 18 km da Rocca Sinibalda, capoluogo del comune cui appartiene, 3 km da Varco Sabino - il centro più vicino - 8 km da Longone Sabino e da Stipes, 10 km da Castel di Tora, 13 km da Posticciola e 34 km da Rieti.
Il suo territorio costituisce un'exclave ad ovest del comune di Rocca Sinibalda, ed è compreso fra i territori comunali di Concerviano, Varco Sabino, Castel di Tora, Ascrea - nell'exclave di Stipes - e Longone Sabino.

## Storia
Il paese è un piccolo borgo medievale sorto attorno alla sua rocca fortificata, edificata attorno all'XI secolo. 
Le prime menzioni documentali di Vallecupola datano al XIII secolo, quando il paese era uno dei castelli dell'abbazia di San Salvatore Maggiore cui, ancora nel XVII secolo, era associato come Vallis Cupula
Fino al 1816 fu centro autonomo, per poi divenire appodiato, prima del comune di Longone Sabino quindi di Castelvecchio (Castel di Tora) e infine di Rocca Sinibalda.

## Monumenti e luoghi d'interesse
Tra i luoghi d'interesse:

### Architetture Civili
- il borgo medievale con la torre alla sua sommità.
- la "Biblioteca Casa Museo Angelo Di Mario"[8].

### Architetture Religiose
- la chiesa di Santa Maria della Neve[9].
- la chiesa della Madonna di Pagaret.

### Aree Naturali
Il territorio di Vallecupola è ricco di aree naturali particolarmente apprezzate dagli escursionisti della vicina Riserva naturale del Monte Navegna e Monte Cervia. Tra questi:
- il sentiero naturalistico di Fonte Raina verso il Monte Cervia[10].

Oltre alla rete sentieristica della Riserva naturale del Monte Navegna e Monte Cervia, altri cammini transitano nel territorio di Vallecupola:
- Sentiero Italia: proveniente da nord-est, transitando dal massiccio del Terminillo per proseguire lungo la valle del Turano verso Carsoli.
- Cammino Naturale del Parchi: proveniente da sud-ovest - da Roma - nel suo percorso verso L'Aquila.

## Società

### Tradizioni
- Festa di Santa Maria delle Nevi, 5 agosto[11]

## Infrastrutture e trasporti
Il paese è raggiunto dalla strada provinciale 30 da Longone, che dall'abitato di Vallecupola prosegue come strada provinciale 65 verso Varco Sabino.

La strada a scorrimento veloce più vicina - la SS 578 che collega Rieti con l'autostrada A24 - si trova a 20 km nord, nei pressi dello svincolo "Concerviano-Roccaranieri". 

Immagini di Vallecupola
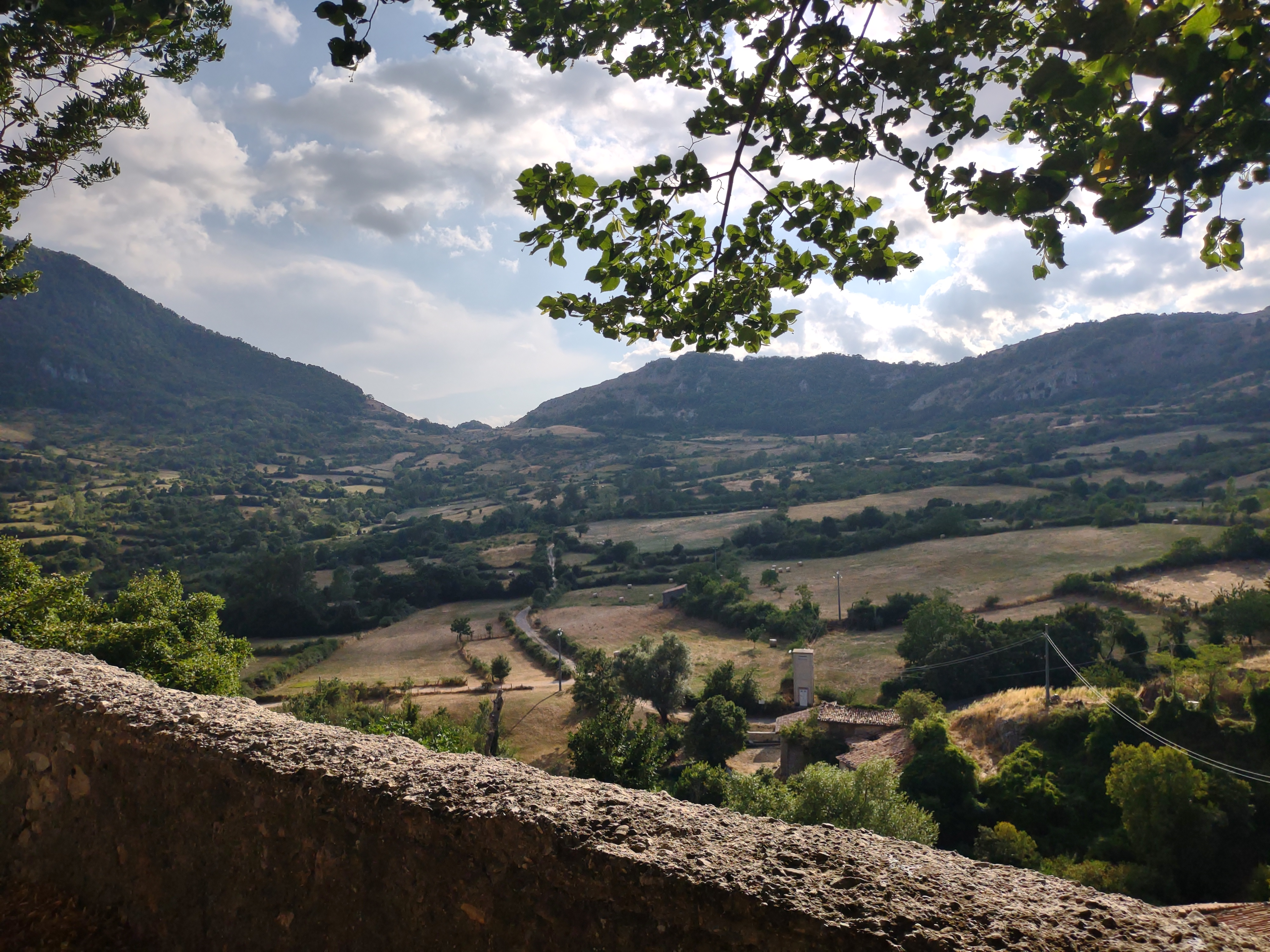
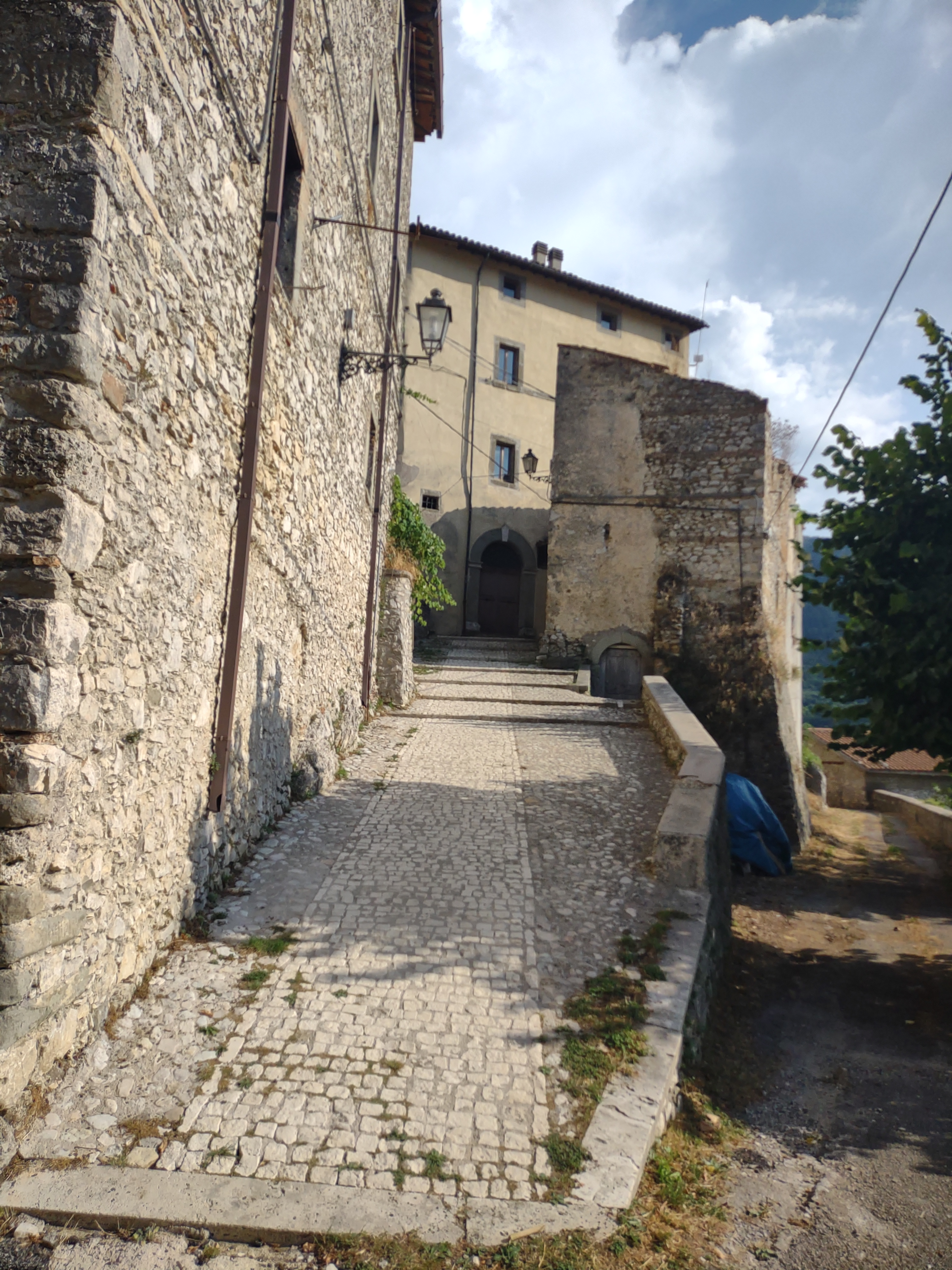
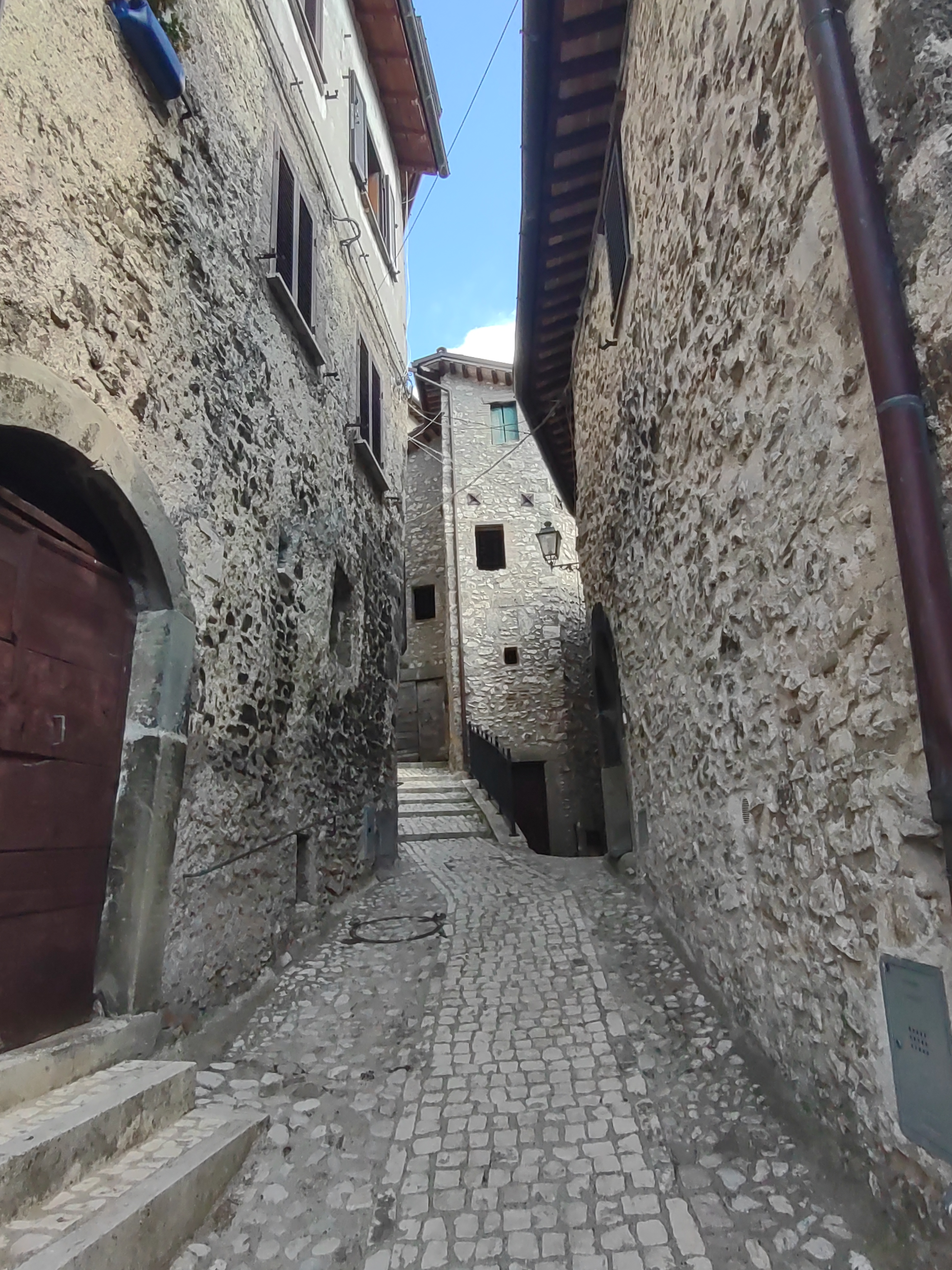
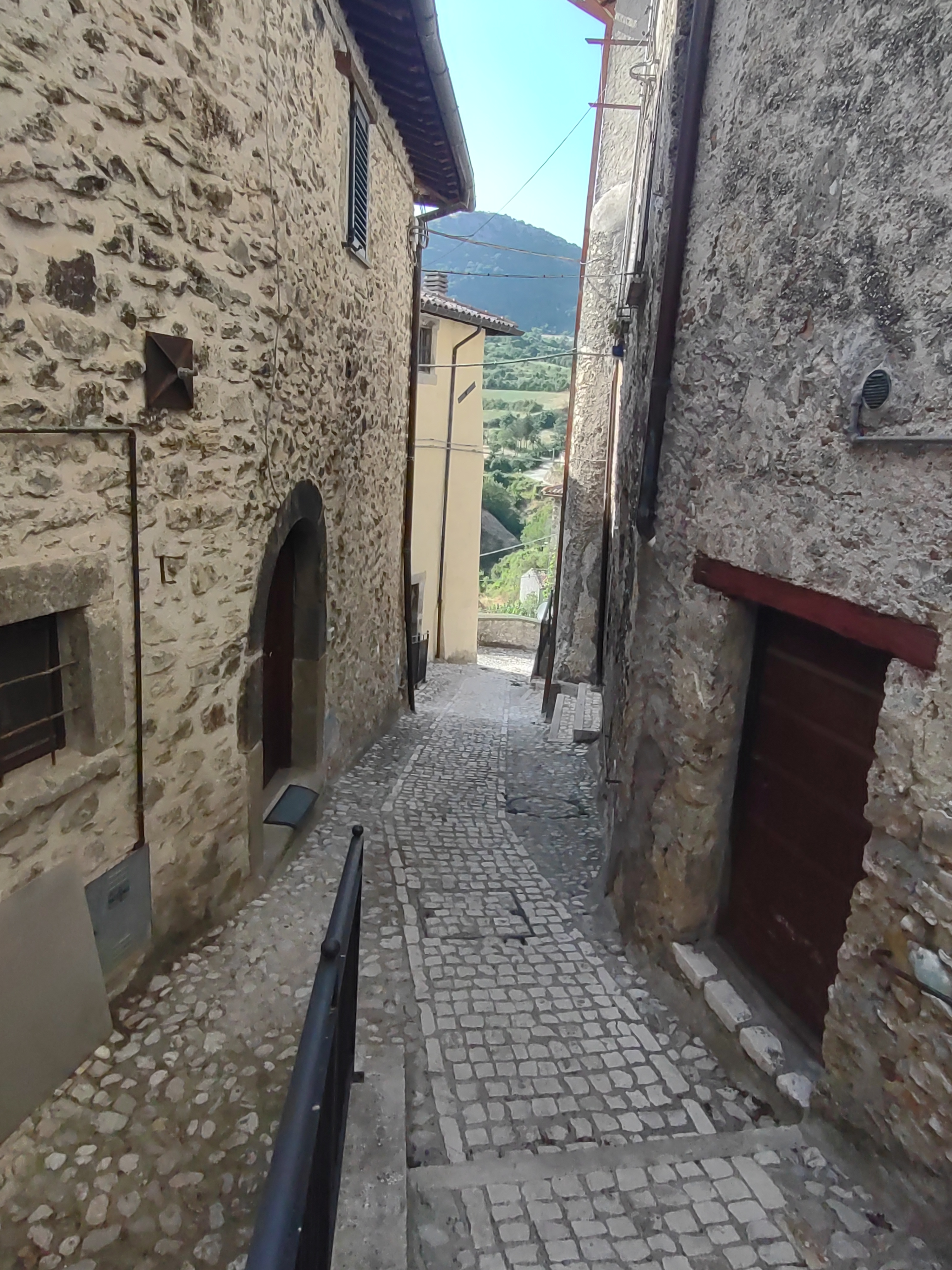
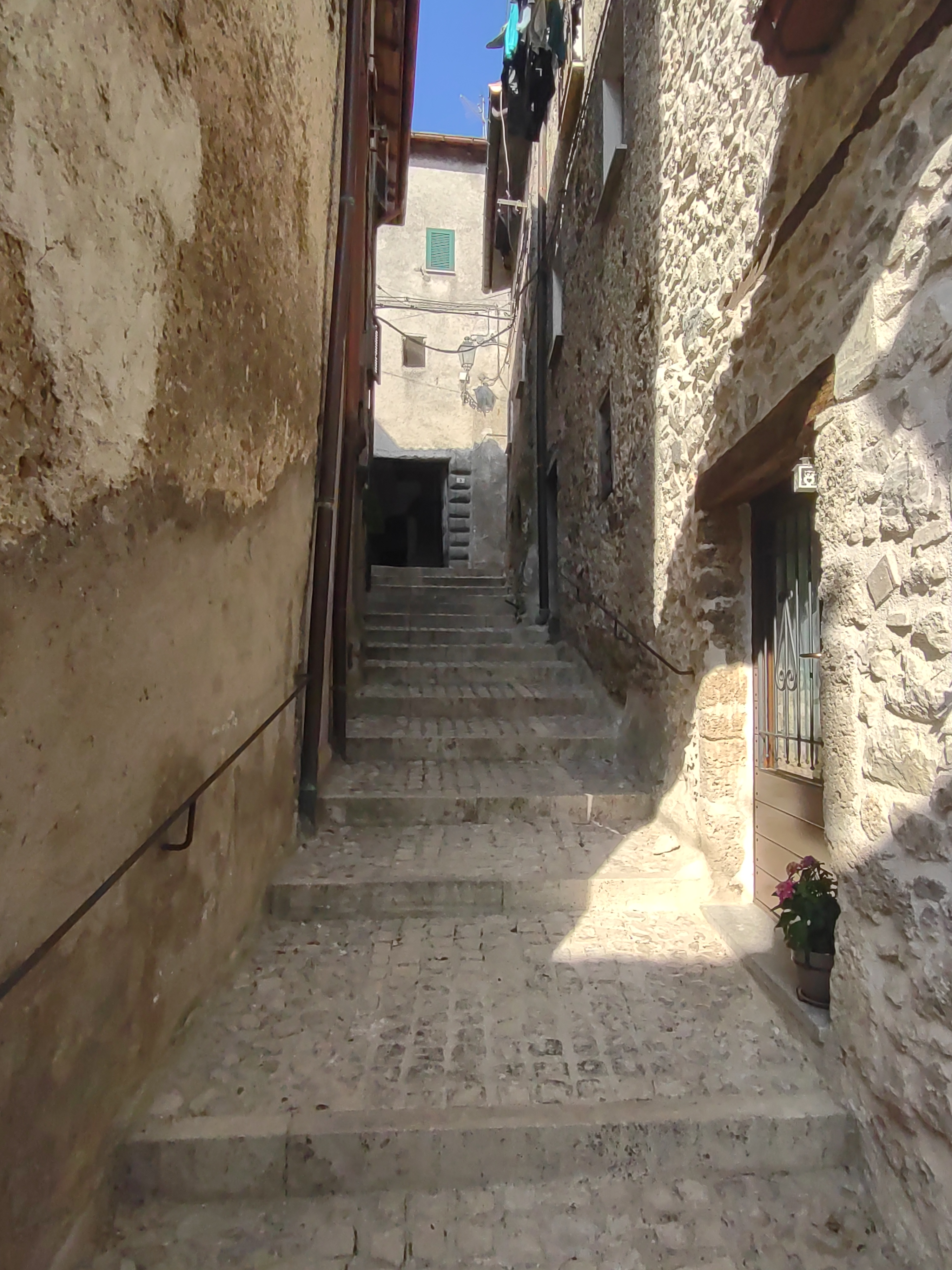
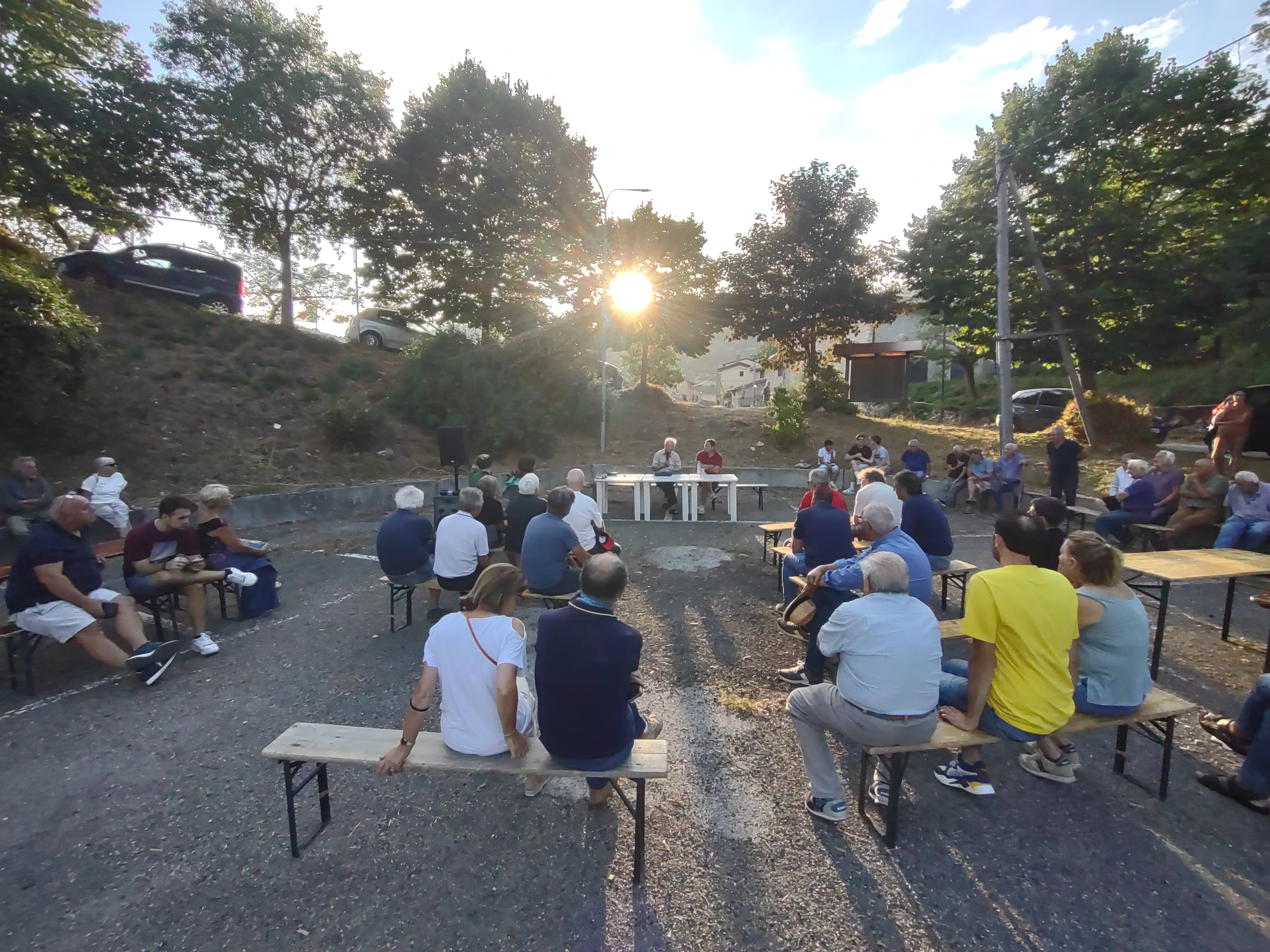